# أسرار عائلية (فلم)
أسرار عائلية هو فيلم درامي مصري من إنتاج عام 2013. الفيلم من إخراج هاني فوزي وكتابة محمد عبد القادر، ويعتبر أول فلم مصري وعربي حول حياة شاب يبلغ من العمر 18 عامًا يكافح مع توجهه الجنسي، والوصمة الاجتماعية المحيطة بالمثلية الجنسية. المخرج توجه إلى لجنة التظلمات بعد أن رفض جهاز الرقابة المصري السماح بعرض الفلم.
يُعتبر الفيلم التجربة الإخراجية الأولى لكاتب السيناريو هاني فوزي.

## طاقم التمثيل
- محمد مهران
- سلوى محمد علي
- عماد الراهب
- طارق سليمان
- بسنت شوقي

## القصة
فيلم درامي واقعي يرصد قضية شائكة للغاية هي قضية المثلية الجنسية ونظرة المجتمع لها ونظرة أصحاب القضية للمجتمع. من خلال قصة شاب صغير السن له ميول مثلية يعيش في أسرة متوسطة، ويصف الفيلم في جو درامي الجانب الإنساني لهذا الشاب وكيف يعاني داخل بيئته الاجتماعية بسبب انحرافه عن المعايير التي وضعها المجتمع.

## وصلات خارجية
- مقالات تستعمل روابط فنية بلا صلة مع ويكي بيانات